# Polycentropus mazdacus
Polycentropus mazdacus är en nattsländeart som beskrevs av Schmid 1959. Polycentropus mazdacus ingår i släktet Polycentropus och familjen fångstnätnattsländor. Inga underarter finns listade i Catalogue of Life.